# Amtsgericht Chodecz
Das Amtsgericht Chodecz war ein deutsches Gericht der ordentlichen Gerichtsbarkeit im Bezirk des Landgerichts Leslau mit Sitz in Chodecz.

## Geschichte
Das Landgericht Leslau mit Sitz in Leslau wurde während der deutschen Besetzung Polens 1939 mit Erlass vom 26. November 1940 als Landgericht im Bezirk des Oberlandesgerichtes Posen gebildet. In Chodecz wurde das Amtsgericht Chodecz als eines von fünf Amtsgerichten dieses Landgerichtes gebildet.
Im Jahre 1945 wurde der Landgerichtsbezirk wieder unter polnische Verwaltung gestellt. Damit endete auch die kurze Geschichte des Amtsgerichtes Chodecz.

## Richter
- Ferdinand Tümpler (ab 16. April 1941 Richter)[3]